# Копринен анолис
Копринените анолиси (Anolis sericeus) са вид дребни влечуги от семейство Анолисови (Dactyloidae).
Често срещани са в савани и пасища по югозападното крайбрежие на Мексиканския залив и на полуостров Юкатан до Белиз и северна Гватемала, в местности до надморска височина около 1200 m. Видът е описан за пръв път през 1856 година от американския херпетолог Едуард Халоуел.